# Marquesado de la Laguna de Camero Viejo

Comarca de Camero Viejo, en La Rioja.

El marquesado de la Laguna de Camero Viejo es un título nobiliario español creado el 16 de febrero de 1599, para Sancho de la Cerda y Portugal, hijo de Juan de la Cerda y Silva, IV duque de Medinaceli y ligado, durante mucho tiempo, a la casa de Medinaceli.
Fue rehabilitado en 1913 por Rosa de la Figuera y de la Cerda, casada con Isidoro Pons y Bofill.
Su nombre se refiere al municipio riojano de Laguna de Cameros, en la comarca de Camero Viejo.
El nombre oficial es marquesado de la Laguna de Camero-Viejo, y es diferente al título de marqués de la Laguna, creado por Isabel II el 19 de enero de 1864, para José Manuel Collado y Parada.

## Marqueses de la Laguna de Camero Viejo
- Sancho de la Cerda y Portugal, I marqués de la Laguna de Camero Viejo (1599-1626).
- Antonio Juan Luis de la Cerda, II marqués de la Laguna de Camero Viejo (1626-1671).
- Tomás de la Cerda y Enríquez de Ribera, III marqués de la Laguna de Camero Viejo (1671-1692).
- José de la Cerda Manrique de Lara, IV marqués de la Laguna de Camero Viejo (1692-1728)
- Isidro Manuel de la Cerda Téllez Girón, V marqués de la Laguna de Camero Viejo (1728-1752)
- María Isidra de la Cerda y Guzmán Manrique de Lara, VI marquesa de la Laguna de Camero Viejo (1752-1811).

Rehabilitación en 1913:
- Rosa de la Figuera y de la Cerda (1892-1969), VII marquesa de la Laguna de Camero-Viejo (1913-1969), casada con Isidoro Pons y Bofill (sin descendencia).
- Alfredo de la Figuera y López, VIII marqués de la Laguna de Camero-Viejo (1972-actual titular). Casado con Concepción Morales Valverde.